# 9103 Komatsubara
9103 Komatsubara è un asteroide della fascia principale. Scoperto nel 1996, presenta un'orbita caratterizzata da un semiasse maggiore pari a 2,1661242 UA e da un'eccentricità di 0,1185827, inclinata di 3,80225° rispetto all'eclittica.